# Parkstraße 8 (Köln)
Die Villa Parkstraße 8 ist ein unter Denkmalschutz stehendes Baudenkmal im Kölner Stadtteil Marienburg und gehört zur Villenkolonie Köln-Marienburg. Sie entstand in den Jahren 1914 und 1915 für den Kaufmann und Fabrikanten Wilhelm Auerbach nach einem Entwurf des Architekten Paul Pott. 

## Geschichte

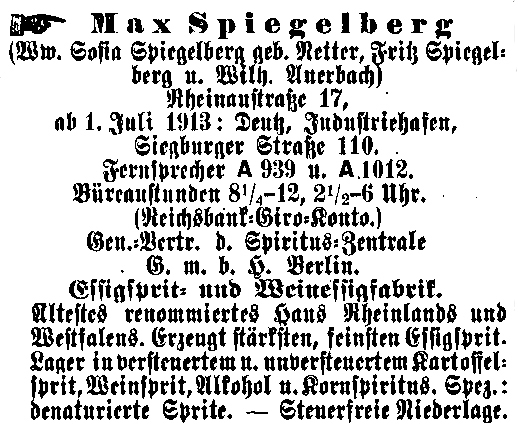
Geschäftsanzeige Firma Max Spiegelberg, 1912/13

Ursprünglich war das Grundstück Parkstr. 8 Teil des Areals der „Maschinen-Fabrik P. Kyll“. Nach deren Verlegung hatte der Zeitungsverleger Josef Neven DuMont deren Gelände erworben, die Fabrikgebäude niederlegen lassen und zuerst für sich selbst – ebenfalls nach einem Entwurf von Paul Pott – eine großzügige Villa nebst Park anlegen lassen (Parkstr. 5). Nach Verlängerung der Parkstraße in nördliche Richtung über seinen Besitz veräußerte DuMont das westlich der neuen Straße gelegene mittlere Baugrundstücke – mit einer Straßenfront von gut 32 Metern bei einer mittleren Tiefe von 42 Metern – im Jahr 1913 an den Fabrikanten Wilhelm Auerbach. Dieser beauftragte seinerseits Paul Pott mit den Planungen für eine Villa, die bis 1915 vollendet wurde.:602 Während der Zeit des Nationalsozialismus verkaufte Auerbach seinen Besitz. Der neue Eigentümer ließ 1938/1939 eine Garage und einen Schutzbunker errichten, die Planung für diese Arbeiten lag in Händen des Architekten Heinrich Reinhardt (1883–1972):922 f.:603
Während des Zweiten Weltkriegs blieb die Liegenschaft unversehrt. Nach Kriegsende erfolgte eine Beschlagnahme durch die britische Besatzungsmacht spätestens nach Inkrafttreten des Besatzungsstatuts für Zwecke der Alliierten Hohen Kommission (1949–1955), die hier britische Mitarbeiter in leitenden Funktionen unterbrachte. 1956 folgte ein Umbau zu einem Zweifamilienhaus, wiederum nach einem Entwurf von Heinrich Reinhardt. Hierbei wurden die Raumzuschnitte teilweise verändert und die Haupttreppe im Innern beseitigt.:602
Die Eintragung der Villa in die Denkmalliste der Stadt Köln erfolgte am 4. Juni 1987 (Denkmal Nr. 4168).

### Der Bauherr
Wilhelm Auerbach (* 22. August 1876 in Vreden; † unbekannt) war ein Sohn des jüdischen Kaufmannes Bendix (Benjamin) Auerbach und der Johanna, geb. Weiler. Wenige Jahre nach seiner Geburt zogen seine Eltern nach Köln, wo bereits weitere Anverwandte lebten. Dort besuchte er wie seine älteren Brüder Selmar und Max Auerbach das Friedrich-Wilhelm-Gymnasium, das er zu Ostern 1895 mit Ablegung der Reifeprüfung verließ, um in der Folge den kaufmännischen Bereich einzuschlagen. Bereits vor dem Ersten Weltkrieg war er Teilhaber der Firma „Max Spiegelberg“, die zunächst vis-à-vis des Auerbach’schen Elternhauses in der Rheinaustraße 17 und ab dem 1. Juli 1913 in Deutz auf der Siegburger Str. 110 eine Essigspirit- und Weinessigfabrik betrieb. Nach eigener Werbeanzeige war es das älteste und renommierteste „Haus Rheinlands und Westfalens“.  Im Zuge der für Juden sich zunehmend verschärfenden Lebensbedingungen emigrierte Wilhelm Auerbach aus Deutschland.

## Architektur
„Als besonderes Charakteristikum“ weist die im Stil englischer Landhäuser gehaltene Villa eine der englischen Architektur des 16./17. Jahrhunderts bzw. der zeitgenössischen entlehnte skelettierte Auflösung der Fensteranordnung auf. Die nach Süden ausgerichtete Hauptfassade des Hauses gibt in ihren drei Achsen die Innenaufteilung mit entsprechend drei dahinter liegenden Räumen vor.:602 f